# Achelia deodata
Achelia deodata är en havsspindelart som beskrevs av Müller, H.G. 1990. Achelia deodata ingår i släktet Achelia och familjen Ammotheidae. Inga underarter finns listade i Catalogue of Life.